# Alphonse Kirchhoffer
Alphonse Kirchhoffer, né le 19 décembre 1873 dans le 11e arrondissement de Paris, et mort le 30 juin 1913 dans le 5e arrondissement de Paris, est un maître d'armes français, spécialiste du fleuret.

## Biographie
Alphonse Kirchhoffer (1873-1913) est le fils d'Alphonse Kirchhoffer (1846-1890), ancien maître d'armes de la Garde impériale de Napoléon III. Gaucher, il poursuit sa formation à l'escrime avec Vigeant.

## Carrière
- 1891 Limoges, premier grand assaut public.
- 1896 Paris, vainqueur du tournoi international d'armes[5]
- 1896 Ault, assaut au casino municipal[6]
- 1896 Paris, au cours des 3 séances d'assaut, il touche vingt-quatre fois Pini[7], et n'est touché que vingt-deux fois[8]
- 1897, il est l'élève préféré d'Arsène Vigeant[9], professeur d'escrime de Napoléon III[10], 6 place Saint-Michel à Paris, « salle Jean-Louis », (ainsi nommée en l'honneur du maître d'armes Jean-Louis Michel)
- 1898, nommé officier de réserve[11], et professeur de la salle Jean-Louis, dont Arsène Vigeant est le maître honoraire, et Achille Broutin[12] le président
- 1900 Paris, tournoi de l'exposition (Jeux olympiques), il est médaille d'argent, à l'épreuve des maîtres d'armes au fleuret, (Lucien Mérignac est médaille d'or et Jean-Baptiste Mimiague médaille de bronze)[13]
- 1902, il se bat en duel avec M Bruneau, à la suite d'une polémique de presse[14]
- 1903, 1er prix du tournoi de Rome
- 1905, grand prix et détenteur du Challenger du tournoi international
- 1913, il meurt à Paris à 39 ans, des suites de la gangrène progressive des extrémités[15].

## Style
Il est qualifié de gaucher redoutable. Ses coups favoris sont la feinte de coupé, le coupé dessous, le contre de quarte riposte dessous et le coup de temps en main de seconde avec échappement du pied droit.

## Galerie

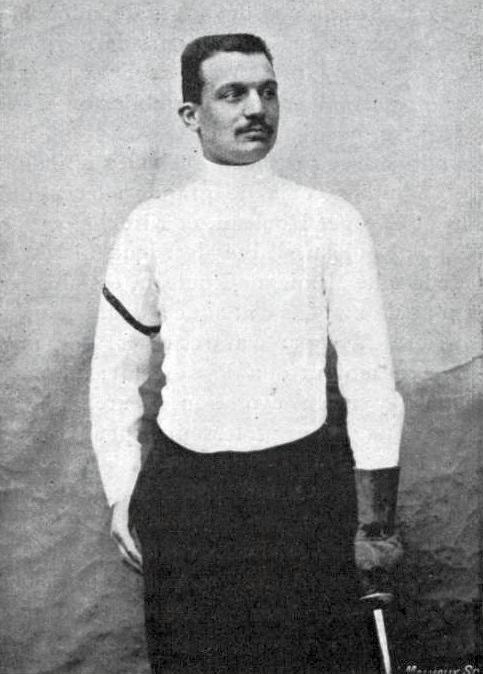
Alphonse Kirchhoffer en 1896.
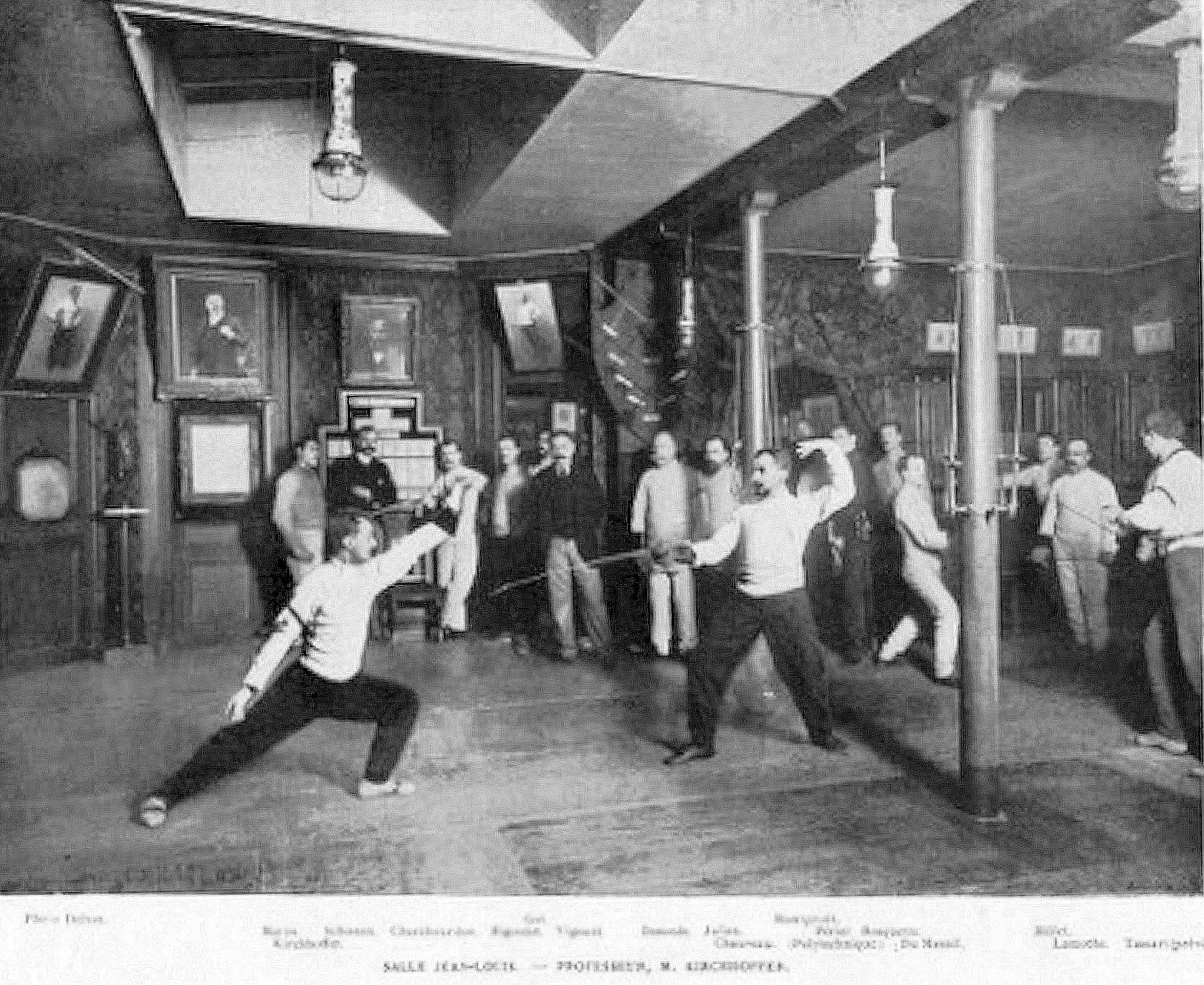
La salle Jean-Louis (1898) - Le sport universel illustré.
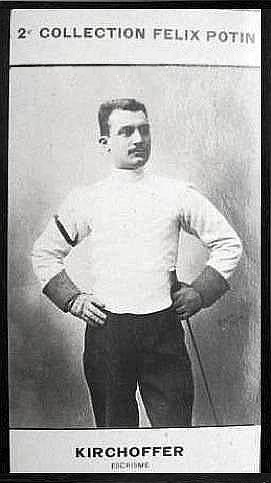
A. Kirchhoffer vers 1898 (collection Félix Potin).
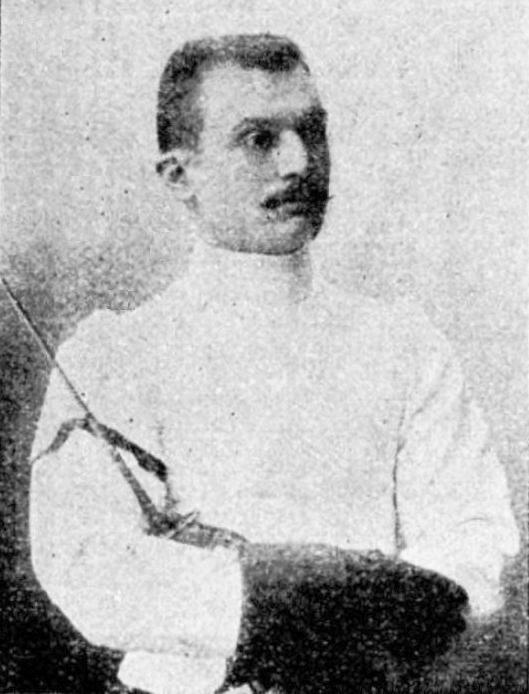
Alphonse Kirchhoffer en 1899.
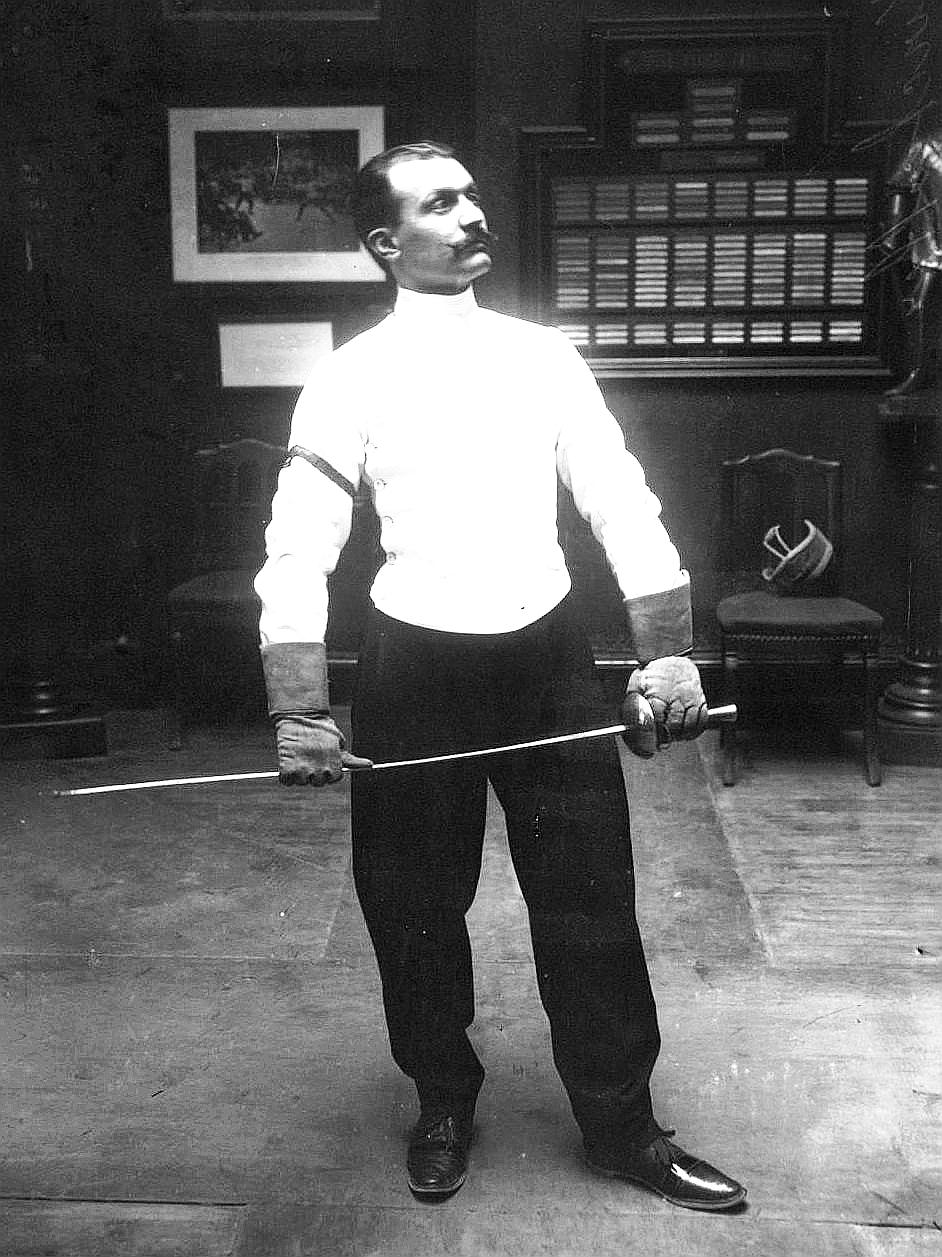
Alphonse Kirchoffer en 1908 (agence Rol).